# Wolfgang Andreas von Graben
Wolfgang Andreas von Graben, auch Wolf Andrä von Graben sowie nur Wolfgang von Graben (* wohl Anfang der 1460er Jahre auf Burg Sommeregg; † nach 1524 wohl ebendort), Burggraf und Herr von Sommeregg, Schaffer von Moosburg, war ein kärntnerischer Edelmann, Verwalter sowie kaiserlicher Offizier zu Wien.

## Biografie
Wolfgang Andreas von Graben war der Sohn von Andreas von Graben zu Sommeregg aus der Sommeregger Linie der Herren von Graben und von Barbara von Hallegg, Tochter des kaiserlichen Verwesers der Landeshauptmannschaft von Kärnten und Burggrafen von Sommeregg Jörg von Hallegg (auch Hallecker). Unter seinen Neffen waren Ladislaus Prager, Erbmarschall von Kärnten und Kämmerer von Kaiser Friedrich III. sowie Haymeran von Rain zu Sommeregg, kaiserlicher Feldhauptmann in Italien. Von Graben selbst war mit einer Barbara verheiratet, aus deren Ehe aber wohl keine ehelichen Söhne entsprossen.
1481 wurde Von Graben durch den kärntnerischen Landesfürsten Kaiser Friedrich III. die Burg Gurnitz bis auf dessen Widerruf hin verpfändet. 1483 wurde er in Nachfolge seines Vaters als Schaffer von Herrschaft und Schloss Moosburg erwähnt.
1485 war Von Graben einer der kaiserlichen Hauptleute, welche gegen die von den Stadtbürgern Wiens angedachte Übergabe derselbigen an die Ungarn unter Matthias Corvinus Einspruch erhoben, da bei jener wohl auch die Kontrolle über ganz Österreich verloren gehen würde. Aufgrund seines diesbezüglichen Heldenmutes bei der Verteidigung Wiens wurde er 1486 durch den römisch-deutschen König Maximilian I. bei dessen Krönung in Aachen mit dem Schwert Kaiser Karls des Großen zum Ritter geschlagen. In weiterer Folge blieb Von Graben als Offizier in kaiserlichen Diensten in Wien.

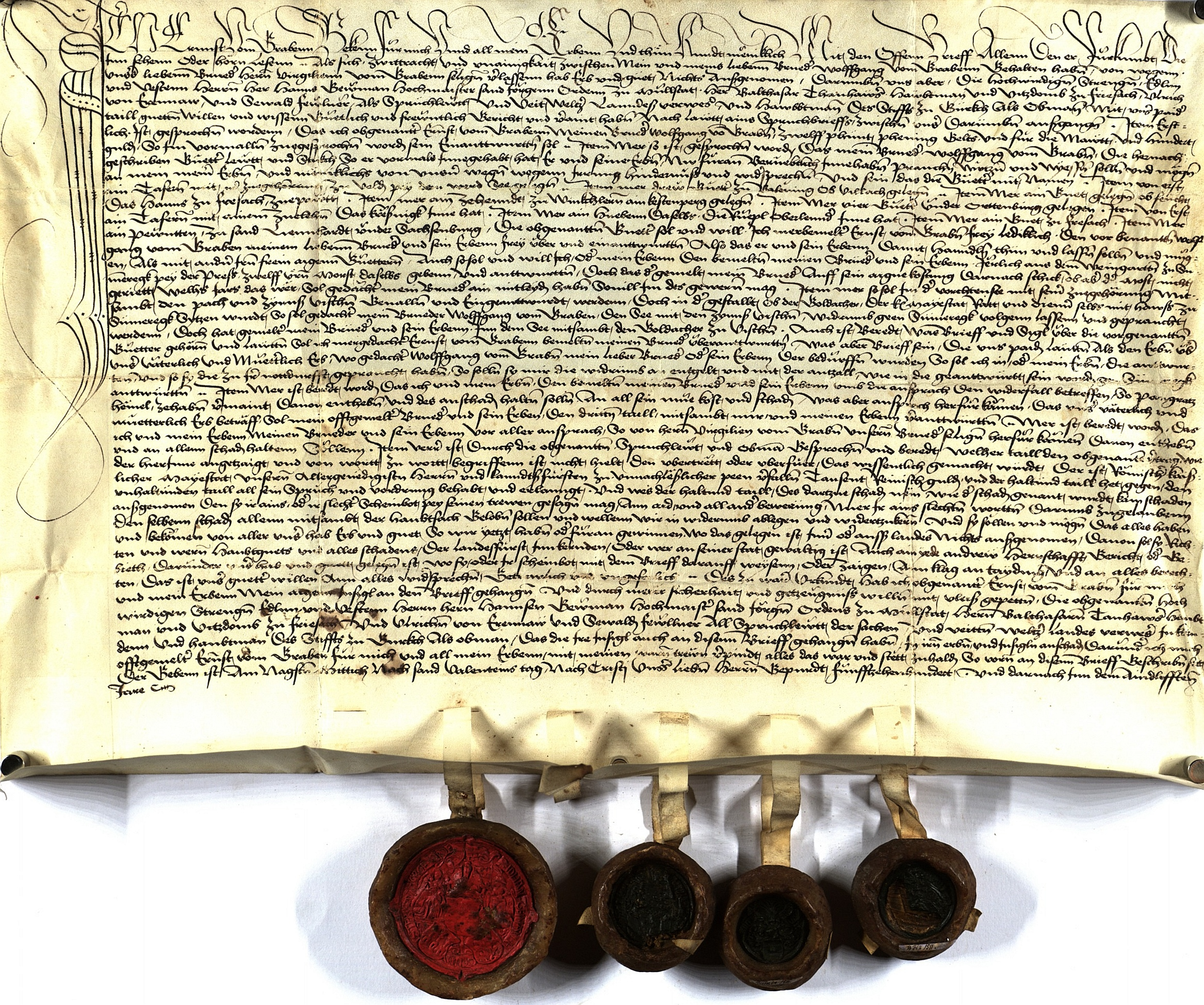
Vergleich zwischen den Brüdern Ernst und Wolfgang (Wolfgang Andreas) von Graben wegen der Streitigkeiten um die Verlassenschaft nach ihrem Bruder Virgil von Graben im Jahre 1511

Im Jahre 1506, kurz vor dem Tod seines Bruders Virgil von Graben, hatte Maximilian I. dessen ohne männlichen Erben gebliebenen Brüdern Wolfgang Andreas und Ernst von Graben zugesichert, ihnen die Herrschaft und Burggrafschaft Sommeregg als Lehen zu übergeben, sowie es in weiterer Folge Ernstens Erbtochter Rosina von Graben von Rain und ihrem ersten Mann Georg Goldacher zu verleihen. 1506/07 machte Von Graben ebenfalls ein eigenes Testament zugunsten seiner Nichte Rosina. Im Jahre 1507 ging Sommeregg an die Brüder Wolfgang Andreas und Ernst von Graben, die Sommeregg bis zu Ernstens Tod im Jahre 1513 innehatten.
Mit der Urkunde vom 19. Februar 1511 wurde der Vergleich zwischen den Brüdern Ernst und Wolfgang (Wolfgang Andreas) von Graben wegen der Streitigkeiten betreffend die Verlassenschaft nach dem Tod ihres Bruders Virgil von Graben. Zustandegekommen ist dieser Vergleich durch die Schiedsleute Hanns Geuman, Hochmeister des St. Georgs Ritterordens zu Millstatt, Balthasar Thanhauser, Hauptmann und Vizedom zu Friesach, Ulrich I. von Ernau und Sewald Feulner und Veit Weltzer, Landesverweser und Hauptmann des Stiftes Gurk, als Obmann. Inhaltlich wurden diverse Güter, Lehensleute und finanzielle Vereinbarungen fixiert.
1520 vermittelt Von Graben nebst Wolfgang Khevenhüller und Christoph von Kuenburg als Kommissar im Auftrag des Landesverwesers Veit Welzer in den Streitigkeiten zwischen den Nachbarschaften Kamering (Paternion) und Ferndorf bezüglich eines Schadens, den die Ferndorfer bei Überschwemmungen erlitten haben.

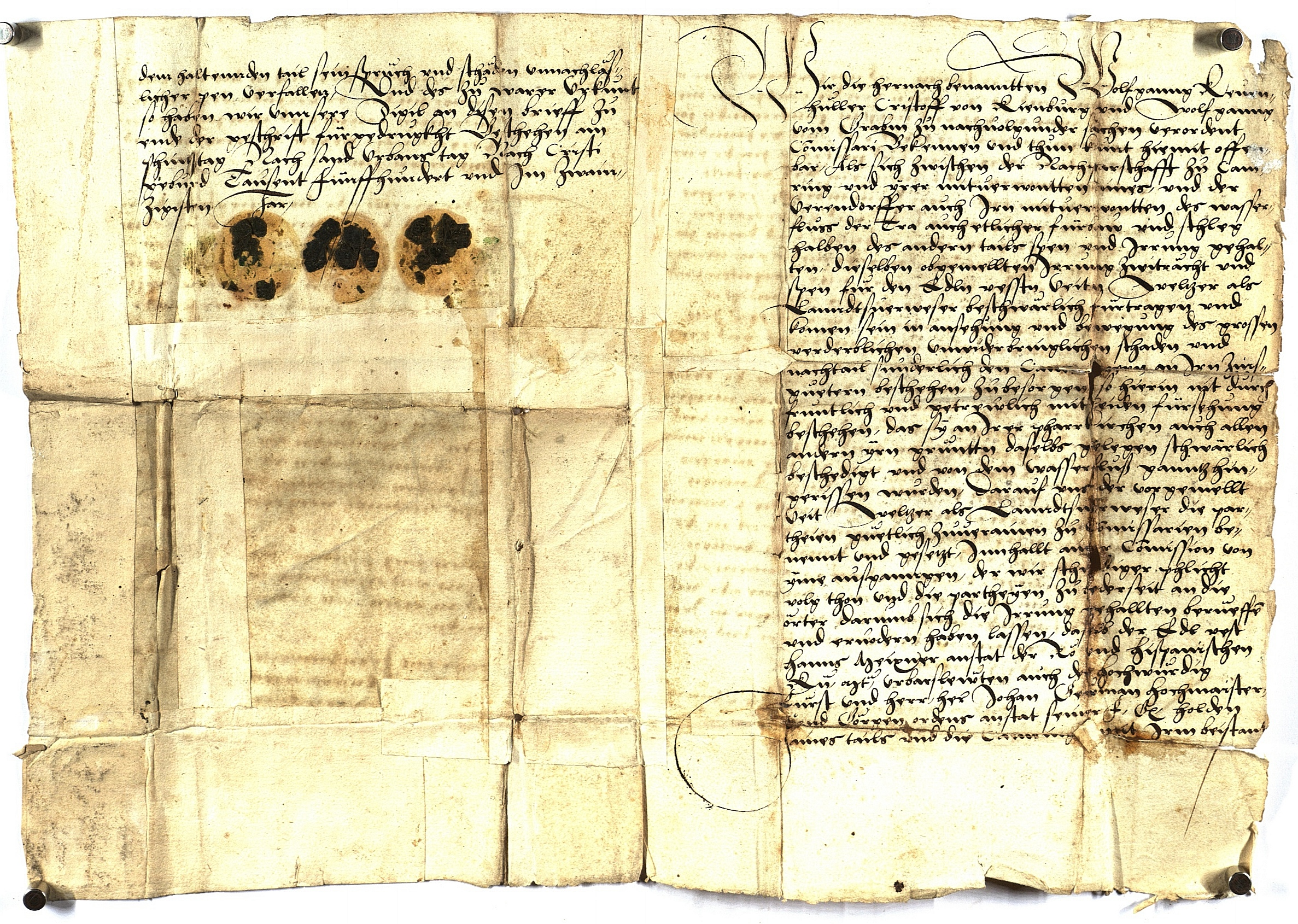
1520 vermittelt Von Graben nebst Wolfgang Khevenhüller und Christoph von Kuenburg als Kommissar im Auftrag des Landesverwesers Veit Welzer in den Streitigkeiten zwischen den Nachbarschaften Kamering (Paternion) und Ferndorf, Teil I
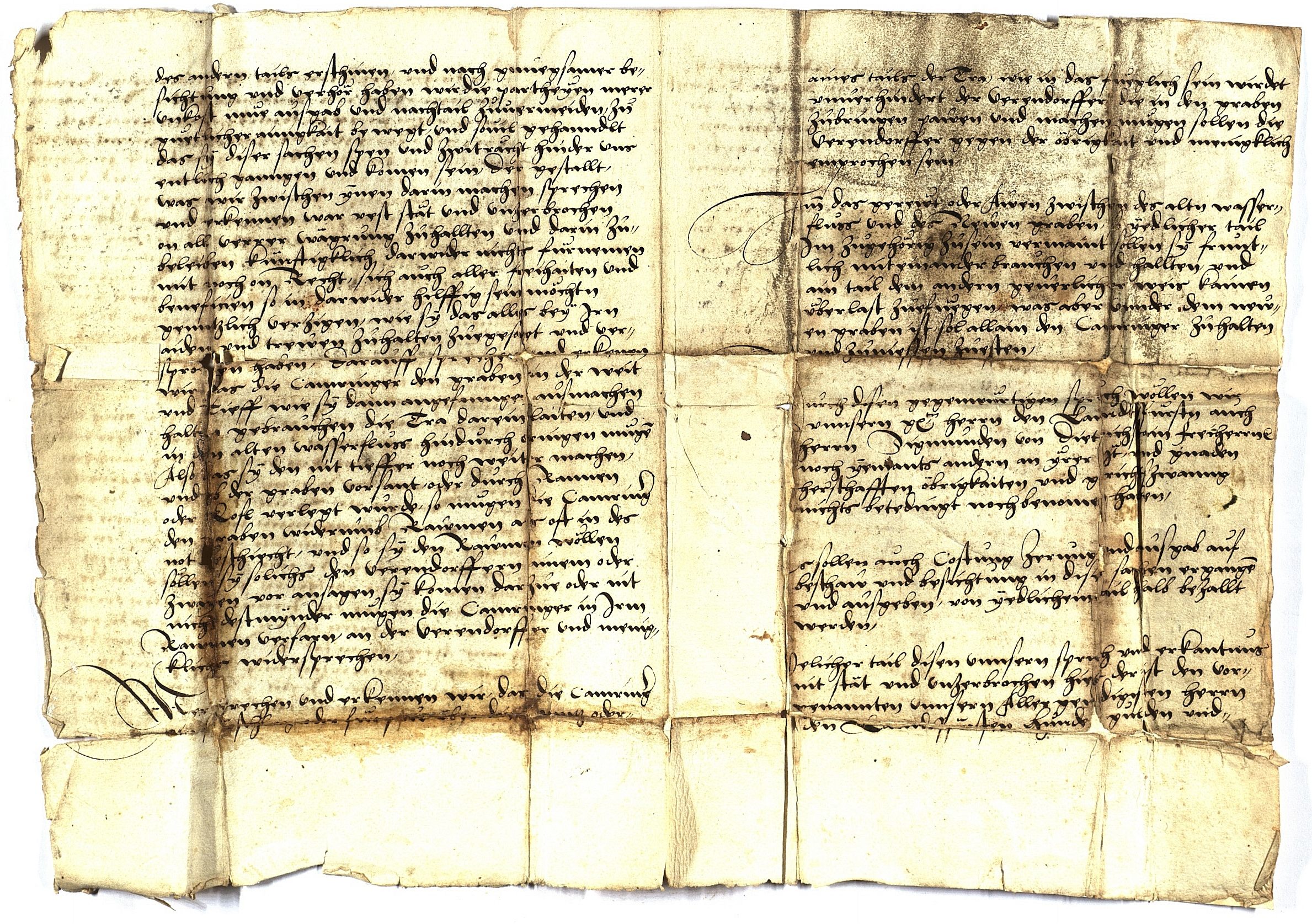
1520 vermittelt Von Graben nebst Wolfgang Khevenhüller und Christoph von Kuenburg als Kommissar im Auftrag des Landesverwesers Veit Welzer in den Streitigkeiten zwischen den Nachbarschaften Kamering (Paternion) und Ferndorf, Teil II

Wolfgang Andreas von Graben wird 1524 als noch lebend vermeldet.

## Information
Wolfgang Andreas (Wolf Andrä), manchmal auch fälschlicherweise nur Wolfgang von Graben ist nicht mit seinem Bruder Wolfgang von Graben, dem Chorherren von Innichen (genannt 1450) und seinem entfernten Vetter Wolfgang von Graben († 1521) aus der Kornberger Linie dieses Geschlechts zu verwechseln.

## Quelle
Die Daten zu diesem Artikel wurden aus der Von Graben Forschung von Matthias Laurenz Gräff übernommen.